# 楚翔
楚翔（1987年10月19日—），本名莊清就，台灣男演員，國立臺灣戲曲學院畢業，角色可剛可柔。

## 電視劇
| 年份   | 頻道       | 劇名             | 角色          |
| 2011年 | 三立都會台 | 《勇士們》       | 熊震球        |
| 2013年 | 三立都會台 | 《我的自由年代》 | 社員          |
| 2014年 | 三立都會台 | 《22K夢想高飛》  | 社員          |
| 2014年 | 三立台灣台 | 《世間情》       | 王磊          |
| 2015年 | 三立台灣台 | 《甘味人生》     | 錢旺來 蔣鷹宇 |
| 2017年 | 三立台灣台 | 《一家人》       | 高大尚        |
| 2018年 | 三立台灣台 | 《金家好媳婦》   | 詹曉飛        |
| 2018年 | 三立台灣台 | 《炮仔聲》       | 凱文          |
| 2020年 | 三立台灣台 | 《天之驕女》     | 劉大力        |
| 2023年 | 三立台灣台 | 《天道》         | 許世偉        |
| 2024年 | 三立台灣台 | 《願望》         | 陳子維        |

## 電影
| 年份   | 導演   | 片名        | 角色   |
| 2009年 | 溫知儀 | 阿踩的9.9秒 |        |
| 2010年 | 鈕承澤 | 艋舺        | 外省幫 |

## 綜藝節目
| 播出日期 | 播出頻道   | 節目名稱     | 備註 |
| 2013年   | 中天綜合台 | 大家來報喜   |      |
| 2016年   | 三立台灣台 | 姐姐當家     |      |
| 2016年   | 中天綜合台 | 小明星大跟班 |      |
| 2016年   | 中天綜合台 | 麻辣天后傳   |      |

### 學生電影
| 學校                   | 片名       | 角色   |
| 國立臺灣藝術大學       | 狙擊手     | 配角   |
| 南臺科技大學           | 珊瑚蘋果   | 男主角 |
| 世新大學               | 耳洞       | 男主角 |
| 世新大學               | Smaile     | 男主角 |
| 世新大學               | 委託者     | 殺手   |
| 世新大學               | 1又1/2的愛 | 小白   |
| 朝陽科技大學           | 徵人啟示   | X      |
| 靜宜大學               | 多六隻手   | 馮少之 |
| 中國文化大學           | 唇攝回憶   | 配角   |
| 崑山科技大學           | 囚饒       | 宇梵   |
| Artery Vision 動脈視覺 | 手銬       | 樂禹安 |
| PAC3城市短片           | 瘋狂公園   | 陳功   |

### 網路短劇
| 年份 | 播出平台       | 作品                        |
| 2016 | ZIM 話題無限誌 | 男生特有的5種白癡行為       |
| 2016 | 噪咖           | 魯蛇辦公室-女同事的五種誤會 |
| 2016 | 噪咖           | 魯蛇辦公室-健忘同事         |

## 主持作品

### 電視節目
| 播出日期 | 播出頻道   | 節目名稱     | 備註        |
| 2010年   | 中天綜合台 | 台灣腳逛大陸 |             |
| 2015年   | 三立台灣台 | 青春好7淘    | [ 3 ] [ 4 ] |

## 外部連結
- 楚翔的Facebook專頁
- 楚翔_TroyChu的新浪微博
- YouTube上的你有故事嗎